# Briana Scurry

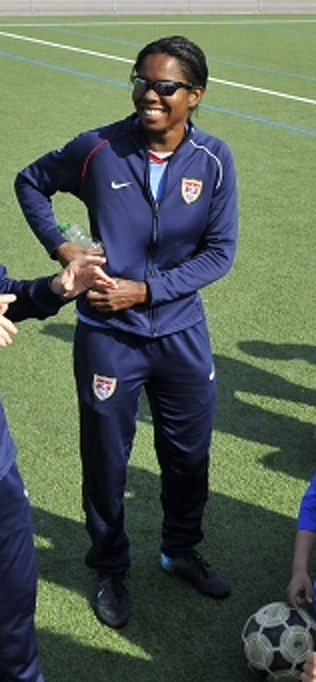
Briana Scurry bei einem Jugendtraining in Frankfurt am Main vor der Weltmeisterschaft 2011

Briana Collette Scurry (* 7. September 1971 in Minneapolis) ist eine ehemalige US-amerikanische Fußballspielerin. Sie spielte auf der Position der Torfrau.
Briana Scurry war seit Mitte der 1990er Jahre bis 2007 Stammtorhüterin der US-Frauenfußball-Nationalmannschaft. Sie nahm an den Frauenfußball-Weltmeisterschaften 1995 (Dritter Platz), 1999 (Titel) und 2003 (Dritter Platz) teil. Hinzu kommt die Teilnahme an den Olympischen Spielen 1996 in Atlanta (Goldmedaille), 2000 in Sydney (Silbermedaille) und 2004 in Athen (Goldmedaille). Sie bestritt 175 Länderspiele, so viele wie bis zum 3. August 2014 keine andere Torhüterin, dann wurde der Rekord von der Schottin Gemma Fay eingestellt und am 20. August 2014 überboten. Dabei wurde die Zahl erst im August 2016 auf 175 Spiele gestellt, nachdem der US-Verband bei der Überprüfung seiner Statistik auf zwei im Januar 1995 durchgeführte Länderspiele gestoßen war, die bis dahin nicht berücksichtigt wurden und in denen sie eingesetzt wurde.  In einigen noch nicht aktualisierten Statistiken wird sie daher noch mit 173 Länderspielen geführt.
Ab 2005 wurde sie nur noch sporadisch eingesetzt und bei der WM 2007 kam sie erst im Halbfinale gegen Brasilien zum Einsatz und kassierte bei der höchsten Niederlage der US-Mannschaft vier Gegentore. Da die bis dahin eingesetzte Torhüterin Hope Solo ihr die Niederlage ankreidete, wurde diese auch im Spiel um Platz 3 nicht eingesetzt und Scurry hütete beim 4:1 gegen Norwegen erneut das Tor.
Ihr letztes Länderspiel bestritt sie am 5. November 2008 gegen Südkorea.  Am 30. Juni 2015 wurde sie auch von Hope Solo als Rekordtorhüterin der USA abgelöst. Im Februar 1999 spielte sie zudem aus Anlass der Auslosung der Gruppen der WM 1999 mit der Nationalmannschaft gegen eine FIFA-Weltauswahl. Das Spiel wird aber nicht als offizielles Länderspiel gezählt.

## Auszeichnungen
- 2013: Wahl in das All-Time Women's National Team Best XI[6]